# Arctosa coreana
Arctosa coreana là một loài nhện trong họ Lycosidae.
Loài này thuộc chi Arctosa. Arctosa coreana được Kap Yong Paik miêu tả năm 1994.